# Kurt Lauxmann
Kurt Lauxmann (* 28. Mai 1923) ist ein ehemaliger deutscher Fußballspieler, der zwischen 1947 und 1953 für die Stuttgarter Kickers und den TSV 1860 München in der Fußball-Oberliga Süd in 95 Ligaspielen 55 Tore erzielte.

## Laufbahn
Zur Runde 1947/48 kam der Offensivakteur Kurt Lauxmann vom VfB Kirchheim nach Stuttgart und schloss sich in Degerloch den „Blauen“ an. Er debütierte am vierten Spieltag, den 28. September 1947, beim 4:0-Heimsieg gegen 1860 München in der Oberliga Süd. Lauxmann erzielte in der 28. Minute die 1:0-Führung für die Kickers. Zusammen mit Edmund Conen, Siegfried Kronenbitter, Hellmut Schmeißer, Günter Sosna und Reinhard Schaletzki gehörte er dem legendären „Hundert-Tore-Sturm“ in Degerlochs Höhen an. Die Kickers belegten mit 113:58 Toren hinter Meister 1. FC Nürnberg (88:37) und dem Vize 1860 München mit 77:63 Toren den dritten Rang im Süden. Die Saison startete am 6. September 1947 und endete mit einem Nachholspiel am 29. August 1948, das der 1. FC Nürnberg bei Eintracht Frankfurt zu bestreiten hatte. Die Liga war mit 20 Vereinen besetzt und es waren 38 Pflichtspiele auszutragen. Die Heimspiele gegen die Spitzenmannschaften aus Nürnberg (5:1), 1860 München (4:0) und deren Lokalrivalen FC Bayern München (7:3) entschieden die Kickers in souveräner Manier. Die Niederlagen in den Lokalderbys gegen den VfB (0:1 und 3:4) und den abgeschlagenen Absteiger Sportfreunde Stuttgart (0:3) kosteten dagegen zumindest den Einzug in die Endrunde um die deutsche Meisterschaft, für den sich nur die beiden Erstplatzierten der Oberliga qualifizierten. Die Klasse des Offensivspiels der Kickers zeigte sich auch bei den deutlichen Erfolgen gegen den VfL Neckarau (9:0), Schwaben Augsburg (5:0), Wacker München (6:0), Viktoria Aschaffenburg (5:0), Waldhof Mannheim (5:1) und dem 5:3 gegen Rot-Weiss Frankfurt. Lauxmann, der dynamische Angreifer mit herausragender Schusskraft zeichnete sich dabei in den Spielen gegen RW Frankfurt, Bayern München und Wacker München als dreifacher Torschütze aus. Mit insgesamt 26 Toren belegte er in dieser Saison im Süden hinter Robert Schlienz (31) und Max Morlock (30) den dritten Rang in der Torschützenliste.

Der Buchautor und Sportjournalist Hans Blickensdörfer hält über den „Hundert-Tore-Sturm“ fest:

„Nie möchte ich die Erinnerung an die überfüllte Straßenbahn missen, die über die Neue Weinsteige hinunterquietschte in die mit traurigen Ruinen heraufgrüßende Stadt. Da saßen und standen heiß diskutierende Männer und Halbwüchsige, deren Augen nicht vom Alkohol glänzten, und auf ihren Zungen ließen sie Tore zergehen, die nirgendwo schöner und zahlreicher geschossen wurden als in Degerloch. Es ist ein Jammer, daß es kein Videoband gibt, das Leute, die nur das athletische Hick-Hack unserer Tage kennen, aufklären könnte über das Raffinement, mit dem Tore produziert wurden auf diesem Platz, als man noch von keinem Fernsehturm hinuntergucken konnte.“

 Nach nur einer Saison zog es Lauxmann wegen seines Zahnmedizin-Studiums nach Tübingen, wo er sich dem dortigen Tübinger SV anschloss. In den zwei Runden 1948/49 und 1949/50 gehörten die Rot-Gelben im rechtsrheinischen Teil der französischen Besatzungszone der Gruppe Süd der Oberliga Südwest an. Die Treffer des torgefährlichen Angreifers Lauxmann verhalfen dem Sportverein zu zwei Vizemeisterschaften. 1949 hinter dem Meister Fortuna Freiburg (dahinter verbarg sich der Altmeister Freiburger FC) und 1950 hinter dem SSV Reutlingen. Der mehrfache Studentennationalspieler schloss sich nach zwei Jahren in Tübingen zur Runde 1950/51 dem TSV 1860 München an und kehrte somit wieder in die Oberliga Süd zurück. Wie Max Morlock traf er bei den Löwen auch den Mondschein und stellte bei weiteren 64 Oberligaeinsätzen mit 29 Treffern seine immer noch vorhandene Torgefährlichkeit unter Beweis. In den Spielzeiten 1950/51 und 1951/52 gehörte er zur Stammbesetzung der Sechzger. 1952/53 bestritt er weniger als die Hälfte der Spiele und konnte damit auch nicht verhindern, dass der TSV am Saisonende auf einem Abstiegsplatz stand. Sein letztes Pflichtspiel in der Oberliga Süd absolvierte der Zahnmediziner am 26. April 1953 beim 5:2-Heimerfolg gegen den 1. FC Nürnberg, wo er sich auch als Torschütze auszeichnen konnte. Nach dem Abstieg blieb Lauxmann ein weiteres Jahr in München und schoss in 19 Spielen acht Tore in der II. Division Süd.